# Web服务管理
Web服务管理（WS-Man、WS-Management、Web Services for Management）是由DMTF制定的一个开源标准的基于简单对象访问协议的协议，通過Web服务管理，不同操作系統的設備相互之间可以进行通信和操作，所以該協議可用于管理服务器、设备、应用程序和各种Web服务。

## 外部連結
- WS-Management specifications （页面存档备份，存于）
- Openwsman: Open-source implementation of WS-Management （页面存档备份，存于）
- WinRM (Windows Remote Management): a Microsoft Windows implementation of WS-Management Protocol based on SOAP (Simple Object Access Protocol) （页面存档备份，存于）